# 문단열
문단열(文端悅, 1964년 3월 23일 ~ )은 대한민국의 영어 교육인이다.

## 이력
1964년 서울에서 출생하였으며 1983년 연세대학교 신학과에 입학하여 1987년 2월에 졸업했다.
1987년 3월에서 1990년 5월까지 3년 2개월간 군 복무를 이행했다. 1991년부터 EBS 한국교육방송공사 영어 강사로 활동했고, 1997년부터 아리랑 TV 영어 강사로도 활동했다. 이후 EBS 한국교육방송공사·MBC 문화방송·KBS 한국방송공사·SBS 서울방송·ITV 경인방송·아리랑 TV·TBS 교통방송·YTN 연합통신뉴스·재능TV·아리랑 라디오 방송 프로그램에서 영어 강사와 방송MC로 활동하였다.
2005년과 2010년과 2014년에는 잉글리시 팝 음반을 발표하였다.
2006년 영화 《잔혹한 출근》에 단역 출연하기도 하였다.

## 가족
1988년 대학 시절 교제한 영어 강사 김애리와 결혼하여 슬하 2녀(1989년생 장녀 문이슬, 1995년생 차녀 문에스더)를 두었다.

## 학력
- 대전고등학교
- 연세대학교 신학과 학사

## 저서

### 저술
- 《문단열의 369 프로젝트》
- 《김치 발음에 빠다를 발라주마》
- 《Try again - 중학교 교과서로 다시 시작하는 영어》
- 《문단열 학습법 - 말 못 하는 영어는 가짜 영어다.》
- 《문단열의 매일 읽는 영어 성경 세트》

### 수필
- 《단열단상》

## 같이 보기
- 이보영
- 박현영